# 1031
1031 (MXXXI) je bilo navadno leto, ki se je po julijanskem koledarju začelo na petek.

## Dogodki
- 17. junij - Umrlega korejskega kralja iz dinastije Gorjeo Hjeondžonga, ki je uspešno obvaroval Korejo pred invazijami Kitanov dinastije Liao, nasledi Deokdžong.
- Umrlega francoskega kralja Roberta II. nasledi njegov sin Henrik I.
- Po izgonu omajadskega kalifa Hišama III. razpade Kordovski kalifat na številne manjše kraljevine (taife), ki so bile vojaško šibke, toda kulturno še vedno cvetoče.
- Bizantinski general Jurij Manijak osvoji Edeso. S to zmago kompenzira nepremišljen pohod bizantinskega cesarja  Romana III. Argirja leto dni poprej. 1052 ↔
- Poljskega vojvodo Mješka II. odstavi starejši brat Bezprym. Do naslednjega leta 1032 ↔

## Rojstva
Neznan datum
- Ida Wettinska, češka vojvodinja († po 1061)
- Malcolm III., škotski kralj († 1093)
- Matilda Flandrijska, angleška kraljica, soproga Vilijema I. († 1083)
- Rogerij I. Sicilski, sicilski grof († 1101)
- Shen Kuo, kitajski državnik in učenjak († 1095)
- Spytihněv II., češki vojvoda († 1061)

## Smrti
- 17. junij - Hjeondžong, korejski kralj dinastije Gorjeo (* 992)
- 20. julij - Robert II., francoski kralj (* 972)
- 2. september - Emerik, madžarski princ, svetnik
- 29. november - Al-Kadir, abasidski kalif (* 947)

Neznan datum
- Gang Gam-chan, korejski general (* 948)